# Punisher (personnage)
Pour les articles homonymes, voir Punisher et The Punisher.
Frank Castle, alias le Punisher (« The Punisher » en VO ; initialement « le Punisseur » en VF) est un anti-héros évoluant dans l’univers Marvel de la maison d'édition Marvel Comics. Créé par le scénariste Gerry Conway et les dessinateurs Ross Andru et John Romita, Sr., le personnage de fiction apparaît pour la première fois dans le comic book The Amazing Spider-Man #129 en février 1974.
Le Punisher incarne l’esprit de vengeance et de justice personnelle. Le monde dans lequel il évolue est glauque et sans espoir. Cynique et impitoyable, il préfère toujours tuer ses adversaires plutôt que d’accepter leur reddition pour les livrer à la justice. Il n'hésite d’ailleurs pas à utiliser la violence ou la torture pour faire aboutir ses plans. Reconnaissable au crâne blanc qui orne sa poitrine, il est la terreur des criminels. Il fait partie de ces personnages noirs et psychologiquement perturbés — tels que Wolverine, Ghost Rider ou Daredevil — dont le succès dans les années 1980 correspond à une recrudescence de la violence dans les comics.
Dans son combat contre le crime organisé, Castle, bien que n'ayant aucun super-pouvoir hormis l’entraînement intensif qu’il a subi lors de son passage dans l’armée américaine, dispose d’un arsenal impressionnant dont il emporte toujours une partie avec lui dans sa camionnette blindée. C’est un solitaire à l’écart de la communauté des autres super-héros car tous, même Wolverine, réprouvent ses méthodes expéditives. Il tient également un « journal de guerre », ce qui explique qu’on ait parfois l’impression de le voir soliloquer.
À l’échelle temporelle de l’univers Marvel, le Punisher est fixe, alors que le reste de cet univers est régulièrement ajusté vis-à-vis de l’époque contemporaine. Ainsi, Castle a bien participé à la guerre du Viêt Nam, contrairement aux autres héros liés à une certaine époque à ce conflit et qui, depuis, ont vu leurs origines évoluer pour évoquer un « conflit en Asie du Sud-Est » voire ailleurs.
Adapté au cinéma, son rôle est interprété par les acteurs Dolph Lundgren, Thomas Jane et Ray Stevenson. Il apparaît également à la télévision dans la saison 2 de la série Daredevil et il a également le droit à sa propre série The Punisher, interprété par Jon Bernthal.

## Historique de la publication

### Origines
Le personnage du Punisher est inspiré de Mack Bolan, l’Exécuteur, qui fut créé par Don Pendleton pour une série de thrillers publiés à compter de l’année 1969. Il doit également beaucoup au vengeur incarné par Charles Bronson dans le film Un justicier dans la ville (Death Wish) de Michael Winner sorti en 1974.
Le personnage apparaît pour la première fois dans une bande dessinée où il est confronté à Spider-Man. Dans cet épisode, le professeur Warren, alias le Chacal, recrute le Punisher afin de se débarrasser de l'Araignée qu'il croit responsable de la mort de Gwen Stacy, la fiancée de Peter Parker, qui fut son élève préférée. Depuis, le Punisher a fait de nombreuses apparitions dans les séries de Spider-Man ou de Daredevil, avant d'avoir droit à son propre titre.
Après une mini série couronnée de succès en 1985 (écrite par Steven Grant et dessinée par Mike Zeck), Marvel lance une série régulière consacrée au personnage en 1987, dont Mike Baron et Klaus Janson assurent respectivement scénario et dessin. Cette série sera suivie par deux spin-off : Punisher War Journal et Punisher War Zone.

### La renaissance du Punisher
En 2000, deux nouvelles mini-séries relancent le personnage, qui a depuis connu d'autres déclinaisons, avec le scénariste Garth Ennis aux commandes sous le label MAX de Marvel. Le personnage évolue dans un contexte plus réaliste, débarrassé des gadgets et de l'aspect super-héroïque qui avaient dénaturé le Punisher.
Cependant en 2006, une nouvelle série, Punisher War Journal, est lancée, scénarisée par Matt Fraction. Elle réintroduit le personnage dans l'univers Marvel à l'occasion du crossover Civil War.

### Dans l'équipe des Thunderbolts
Frank Castle est forcé de faire équipe avec le groupe des Thunderbolts avec d'autres assassins, tels que Deadpool, Elektra Natchios, l'agent Venom et plus tard Mercy, Samuel Sterns (le Leader) et Ghost Rider, sous le commandement du général Thunderbolt Ross, alias Hulk Rouge.
Il participe à plusieurs opérations dans cette équipe, et tue notamment le frère d'Elektra, avec laquelle il a noué une relation, mais il démissionne à la suite de la décision de ne pas tuer le Docteur Faustus. Une fois retourné dans sa planque, il découvre une bombe dans son frigo qui, heureusement, est blindé. Frank survit, faisant croire à sa mort grâce au cadavre d'un squatteur, persuadé que la bombe fut placée par Ross. Il affronte alors chaque membre de l'équipe (Venom ayant démissionné au moment du recrutement de GR) en commençant par Deadpool, puis Ghost Rider et il enchaîne avec Elektra (avec laquelle il rompt) pour finalement affronter Ross. Mais le combat est interrompu par les Vengeurs menés par Œil-de-faucon. Il est révélé que la bombe avait été placée par le Leader ; les Thunderbolts mettront six mois avant de le retrouver (il était caché en enfer) et de le neutraliser avant de se dissoudre. Ce fut la fin des Thunderbolts de Marvel Now !

## Biographie du personnage

### Enfance
La guerre du Viêt Nam avait donné au Punisher son entraînement et sa préparation ; toutefois, l'origine du Punisher ne se trouve ni au Viêt Nam ni à Central Park, mais dans son enfance. Un jour, Francis Castiglione, d'origine italienne, avait lu un poème de William Blake qui racontait comment toute créature a toujours besoin d'un être supérieur qui le domine pour lui faire peur, une leçon dont il allait se souvenir quand la jeune Lauren, son amour platonique, se suicida après avoir été violée par un mafieux local. Fou de rage, Frank est déterminé à rendre la justice avec sa future façon particulière, mais le frère de Lauren, un militaire décoré s'était déjà occupé du violeur, ce que le système judiciaire n'avait pas fait.

### Carrière militaire
Quelques années plus tard, Castiglione étudie la théologie dans un séminaire. Il quitte finalement le séminaire lorsqu'il se rend compte qu'il lui est trop difficile de pardonner aux paroissiens qui lui confient leurs péchés au cours de la confession. Croyant qu’il n'y a pas de rédemption mais seulement des punitions, il rejoint les forces spéciales pour la guerre du Viêt Nam en 1968.
Plus tard dans sa carrière militaire, Frank assassine sa première victime criminelle : le sergent Mikuta, qui entraîne des soldats dans le désert, les laissant mourir les uns après les autres. Castle est aussi trahi par le trafiquant de drogue Cleve Gorman, mais ne prend pas tout de suite sa revanche. Frank devient sergent et un sniper expérimenté.
Une fois son service terminé, Frank Castiglione épouse sa fiancée, Maria, qui met au monde leur fille Lisa Barbara Castle — habituellement appelée par son deuxième prénom — et il s'engage une seconde fois en adoptant illégalement le nom de Frank Castle, mais il est capturé par un soldat ennemi nommé Monkey, qui porte un petit crâne en médaillon. S'échappant, Frank appâte Monkey en peignant un singe sur le cadavre des soldats ennemis tués. Après avoir tué Monkey, il usurpe son symbole et peint un crâne sur son propre buste. Castle dirige alors la Troisième Compagnie des Marines, et subit un accident tandis qu'il protège involontairement une expédition de drogue du colonel Ray Schoonover et Rich von Burian.
Castle sert ensuite dans les forces spéciales, se distinguant sous une couverture au côté du sadique De Sade, du mystérieux Spook et d'un homme d'infanterie, « Ice » Phillips. Il est ensuite affecté en 1971 à la base de Valley Forge, où il est effaré de constater la déliquescence du commandement, et commence à suivre une voix séduisante, laquelle encourage sa violence. Il embrasse cette voix qui, en échange d'une guerre éternelle, lui demande « quelque chose » (on apprend plus tard que c'est sa famille). Lors d'une offensive d'ennemis particulièrement violente, il sort rescapé. Peut-être est-ce dans la haine de cette bataille que le Punisher est né. Frank réagit en occultant les souvenirs liés à la voix, développant une amnésie partielle.
À l’issue du conflit, il rentre aux États-Unis après avoir adopté, légalement cette fois, le nom de Frank Castle. Il devient par ailleurs agent du FBI.

### Croisade contre le crime

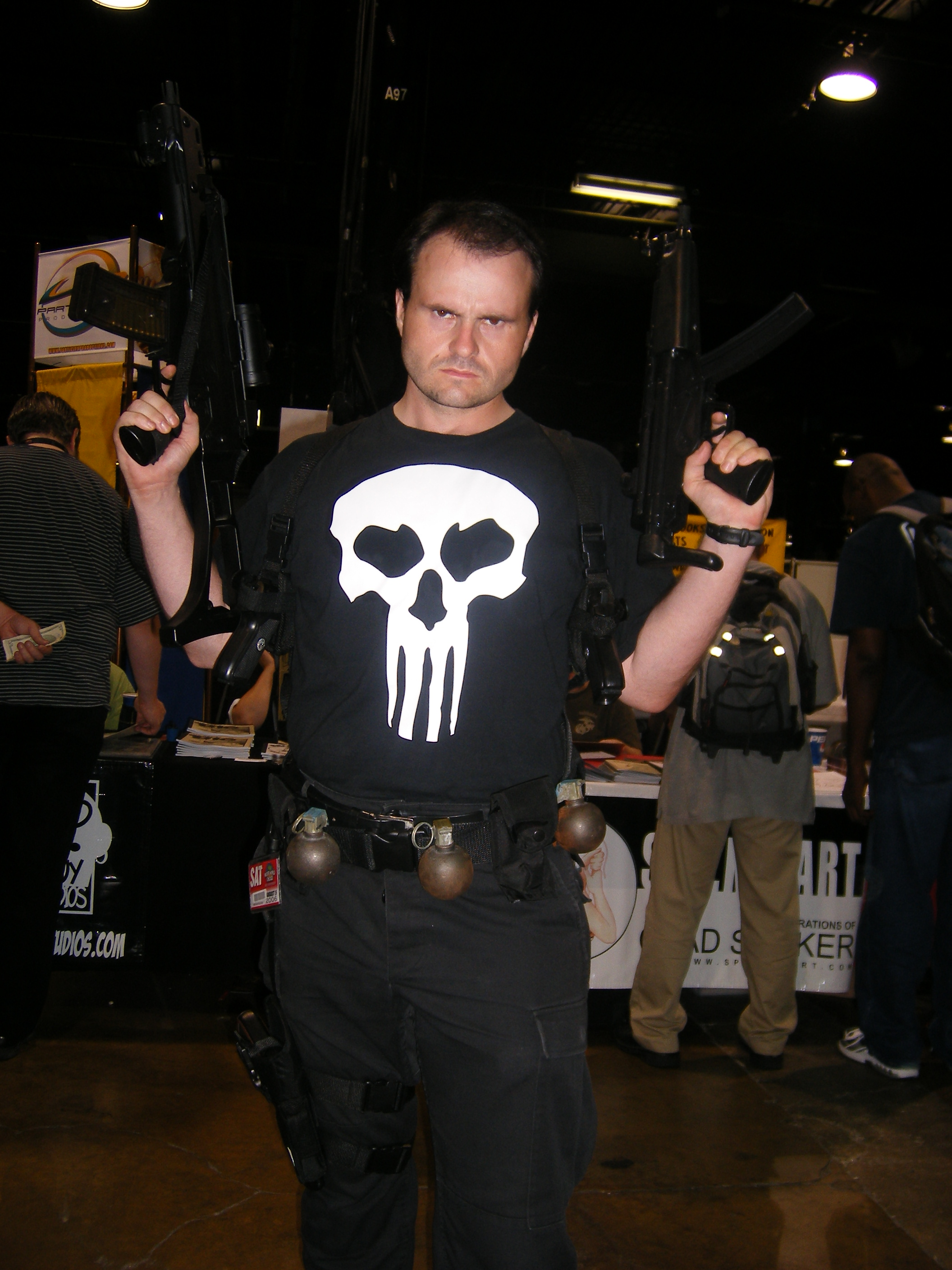
Cosplay du Punisher.

Frank Castle mène alors une vie bien tranquille avec femme et enfants jusqu’en 1976, où une tragédie vient bouleverser sa vie. Une série d'événements compliqués vise les Castle ; l'officiel de l'ambassade de San Lorenzo, Hector Montoya vend de la drogue pour financer les combattants de la liberté anti-communistes de la CIA de Santo Angelo.
Le banquier américain Forrest Hunt apporte la drogue de Montoya à la famille du crime de la Maggia nommée « la Costa » ; cependant, Hunt essaye d'évincer Montoya du deal. Apprenant cela, Montoya remplace une expédition avec de la fausse drogue et l'envoie à Hunt pour Costa. Bruno Costa découvre la substitution et ordonne la mort de Hunt. Avec quatre de ses hommes, Costa emmène Hunt dans une zone reculée de Central Park et l'exécute brutalement en lui coupant la gorge et les poignets.
Lors d’un pique-nique à Central Park avec sa famille, Frank Castle a le malheur d’assister à ce meurtre. Les trafiquants décident alors d’éliminer tous les témoins. Laissé pour mort, Castle est le seul survivant.
Grâce aux informations obtenues par le détective John Laviano et le journaliste McTeer, Castle découvre l'identité des responsables du massacre de sa famille : les Costa, un clan mafieux. Il utilise ses facultés d'ex-marine, tout un arsenal et sa propre rage pour exterminer toute la famille Costa pendant une fête, ne laissant qu'un seul survivant qui est défiguré en tombant à travers une fenêtre. Cet unique rescapé est un tueur du nom de Billy Russo qui s'était chargé de tuer McTeer quelques heures auparavant. Plus tard, sous le nom du Jigsaw (aussi nommé « Puzzle » en français, à cause de son visage), Russo devient l'ennemi le plus dangereux du Punisher.
À la suite de ce drame, Castle se lance dans une vendetta sans merci contre le crime organisé et devient un justicier surnommé le Punisher. Actif depuis plus de trente ans, il a exécuté des milliers de personnes (sans compter celles tuées pendant la guerre).
Dans sa croisade personnelle contre le crime, il combat de nombreuses organisations criminelles comme la mafia russe, la mafia italienne, les Yakuza japonais, HYDRA, des gangs de rue, des trafiquants d'armes, des tueurs en série, des violeurs, des sadiques, des pédophiles, des policiers corrompus et des proxénètes.
Le premier superhéros qu'il rencontra fut Spider-Man. Dupé par le Chacal, il essaye de le tuer, le croyant responsable de la mort de Gwen Stacy, la petite amie du photographe Peter Parker. Réalisant son erreur, le Punisher conclut par la suite une alliance de circonstance avec Spider-Man pour capturer Tarentula (Miguel Rodriguez).
Pour renouveler son armement, Castle fait appel à Roger Wong, un ami de sa période militaire. Quand Wong est assassiné, Castle recrute Linus Lieberman alias Microchip (en), pour lui fournir des armes.
Lorsqu'il est arrêté par la police de New York, le Punisher se rend sans difficultés car il considère les policiers comme des alliés dans sa guerre contre le crime. Condamné, il est incarcéré à la prison de Riker's Island mais il est plus tard libéré par le gouvernement afin de participer à une mission sous couverture. Castle parvient ainsi à s'évader, mais Daredevil le capture pour l'empêcher de tuer davantage de criminels, et Castle retourne en prison. Il croise Daredevil à nouveau lors d'une enquête sur un trafic de drogue touchant les établissements scolaires.
À la prison de Riker's Island, le Punisher rencontre Jigsaw et ses vieux ennemis. Drogué par un partenaire du Puzzle, il s'échappe à nouveau, mais sous l'effet de la drogue, il transforme sa guerre personnelle en une absurde croisade, tuant toute personne qui a rompu les règles, comme un simple automobiliste brûlant un feu rouge. Récupérant des effets de la drogue, il reprend sa lutte contre le crime. C'est à cette période que Microchip devient son assistant principal, restant le même malgré le meurtre de son fils, Microchip Jr., tué pour le compte du Caïd. Plus tard, le Punisher collabore avec Wolverine pour préserver les dinosaures Mokele-Mbembe du Congo.
Alors que les années passent, le Punisher devient obnubilé et incontrôlable. Apprenant qu'une conspiration criminelle internationale menace de le tuer, il piège ses adversaires dans un immeuble qu'il a rempli d'explosifs. Après avoir tué plusieurs de ses ennemis, Castle déclenche la mise à feu, détruisant l'immeuble et tous ceux présents. Il survit à l'explosion et s'échappe.
Craignant la recrudescence de violence de Castle qui devient fou, Microchip l'enferme et lui montre des images de sa famille et de sa vie passée, dans l'espoir qu'il recouvre son humanité. Pendant l'emprisonnement du Punisher, Microchip entraîne Carlos Cruz comme remplaçant en titre. Après s'être échappé, Castle affronte Carlos Cruz, tandis que Microchip est « tué » par l'agent du SHIELD, Stone Cold.
Épuisé moralement, Castle se rend au SHIELD, une organisation supra-fédérale chargée de surveiller les super-héros. Mais le directeur de la prison, Spook, qui, en parallèle fit subir un lavage de cerveau au Punisher, lui faisant croire que Nick Fury était le véritable meurtrier de la famille Castle, s’arrangea alors pour faciliter l’évasion du vigilant, qui, plus dément que jamais, se lança alors à la poursuite de Fury. Après avoir échappé à Daredevil, au Ghost Rider (Dan Ketch) et à Hulk, il tue Fury. Cependant, sa victime se révèle n'être qu'une réplique artificielle de Fury. Capturé à nouveau, Doc Samson tente de plaider la folie, mais le Punisher est condamné à la chaise électrique ; ayant retrouvé ses esprits et se jugeant lui-même coupable, il refuse tout appel. Mais il se sauve grâce à la famille Geracci.
Le Punisher s'intègre un temps à cette famille mais les quitte finalement après avoir décelé leur folie. Lorsque Onslaught s'empare de Manhattan avec les Sentinelles, Castle aide l'agent du SHIELD George Washington à évacuer l'héliporteur. Plus tard, il devint amnésique à la suite d'une explosion, après avoir combattu le Front de Libération des Mutants qui s’avéra être une couverture pour une organisation anti-mutants. Des souvenirs ne tardent pas à lui revenir et il reprend sa croisade contre le crime, se trouvant une nouvelle Némésis en la personne de Ma Gnucci.
Alors que Spider-Man est accusé de meurtre, l’industriel Norman Osborn entre en contact avec le Punisher pour qu’il l'élimine. Castle travaille aux côtés d’un autre mercenaire, mais réalise bientôt la malhonnêteté d’Osborn et renonce à la traque, accordant le bénéfice du doute à son ennemi.
Il a par la suite une altercation avec le mercenaire Deadpool, avant de rejoindre un groupe éphémère organisé par Daredevil, les Marvel Knights avec Black Widow, la Dague, Moon Knight et Shang-Chi. À la suite des tensions internes du groupe – principalement avec Daredevil – le Punisher quitte ses alliés, les retrouvant néanmoins quand son aide leur était particulièrement nécessaire.
Rencontrant les anges, Castle se suicide, mais il est ressuscité afin de servir comme agent terrien du Paradis, une forme de rédemption. Le Punisher et Daimon Hellstrom font équipe contre le seigneur des démons, Olivier, qui se révèle être Bruno Costa, le responsable de la mort de toute la famille Castle. Le Punisher se lasse rapidement de son rôle et demande aux anges de trouver un autre pion. Ils lui font entr'apercevoir le paradis, afin de le convaincre de ce qu'il perdrait à retourner sur Terre, mais l'appel des armes, de la lutte contre les psychopathes, les pervers et les tueurs, se révèle plus fort.
De retour sur Terre, Castle continue sa guerre contre le crime, mais sa motivation est moins de protéger les innocents et les victimes que de satisfaire sa haine et son ivresse de vengeance contre les criminels.
Il connaît une altercation avec Elektra, qui le prive involontairement de cibles que le Punisher surveillait depuis plusieurs semaines ; fasciné, il lui propose même de sortir ensemble. Revenu à New York, il échappe à une conjuration formée par Daredevil, Spider-Man et Wolverine qui souhaitaient le livrer à la justice.
Dans le crossover JLA/Avengers, le Punisher est attaqué par Batman pour l'empêcher de tuer davantage des trafiquants de drogue.
Microchip, qui était bien vivant, kidnappe Frank et le convainc de travailler pour la CIA, mais les truands locaux engagent un trio de la mort constitué de Nicky Cavella, Pitsy et Ink pour assassiner les agents. Le Punisher travaille avec Microchip assez longtemps pour stopper la menace, mais Castle élimine finalement Microchip d'une balle dans la tête pour avoir fermé les yeux, voire collaboré à un trafic de drogue en Afghanistan mené par les agents de la CIA pour financer leurs missions. Il le tue après lui avoir néanmoins laissé une chance de fuir, ce qu’il n’avait jamais accordé à aucune de ses victimes, une chance que Microchip refusa de prendre, cherchant au contraire à faire appel aux sentiments de Castle, en vain. Il fut ensuite recruté par Nick Fury pour une mission en Russie : récupérer une enfant qui était utilisée comme une arme biologique ; le Punisher réussit sa mission, s’attirant les foudres du général russe Zakharov, et détruisant le virus mortel porté par l’enfant — exactement comme Fury l’avait escompté, comptant sur le fait que cet enfant lui rappellerait sa propre famille.
Il vient en aide par la suite à Matt Murdock (voulant savoir s'il deviendrait comme lui), alors incarcéré après que son identité a été révélée dans la presse, lui fournissant un alibi comme « otage » pour s’évader.
Lorsque la Guerre Civile Super-Humaine éclate dans l'Univers Marvel, l'État fédéral déclare les super-héros hors-la-loi, à moins qu'ils ne révèlent leur identité et ne s'enregistrent. Le Punisher rejoint le camp des rebelles de Captain America lorsqu'il découvre qu'Iron Man, chef des super-héros légaux, recrute d'anciens criminels récidivistes comme les Thunderbolts. Il sauve ainsi Spider-Man des mains de Jack O'Lantern et du Pitre. Il effectue ensuite plusieurs missions pour Captain America, comme s'introduire dans le Baxter Building. Quand les super-vilains Goldbug et Plunderer arrivent à la base des Vengeurs Secrets pour rejoindre les forces de Captain America, le Punisher les tue immédiatement, conduisant alors le Captain à l’attaquer et à l'exclure de l’équipe.
Lors de l'arc narratif Dark Reign dans lequel Norman Osborn est à la tête d'une équipe de faux-Vengeurs, le Punisher décide d'éliminer ces derniers et affronte Daken, le fils caché et psychopathe de Wolverine. Lors de ce combat, il semble que Daken élimine le Punisher de manière violente, mutilant Frank Castle et le décapitant. Ainsi, le Punisher meurt. Mais il est ramené à la vie par Morbius et sa ligue des monstres en une imitation de la créature de Frankenstein : « Frankencastle » et continue à se battre contre le crime avec cette apparence... Cependant, à la suite de l'insertion de la gemme de Cyttorak dans sa poitrine, le Punisher redevient peu à peu l'humain qu'il était, jusqu'à complètement cicatriser des blessures infligées par Daken.
En octobre 2011, le titre est relancé au numéro 1 (c'est la neuvième version du titre) avec Greg Rucka au scénario et Marco Checchetto au dessin. L'histoire commence par une tuerie orchestrée lors d'un mariage. Seule la mariée, laissée pour morte, survit au massacre. Le Punisher enquête pour retrouver les meurtriers, puis essayer de remonter jusqu'au sommet de l'organisation qui a commandité ces meurtres. La mariée, après s'être remise de ses blessures, enquête elle aussi puis tenter de se venge. Son histoire est donc similaire aux débuts du Punisher : tout comme Frank Castle, elle a survécu au drame qui décima sa famille et devant l'impuissance de la police, elle décide de se faire justice elle-même.

## Personnalité

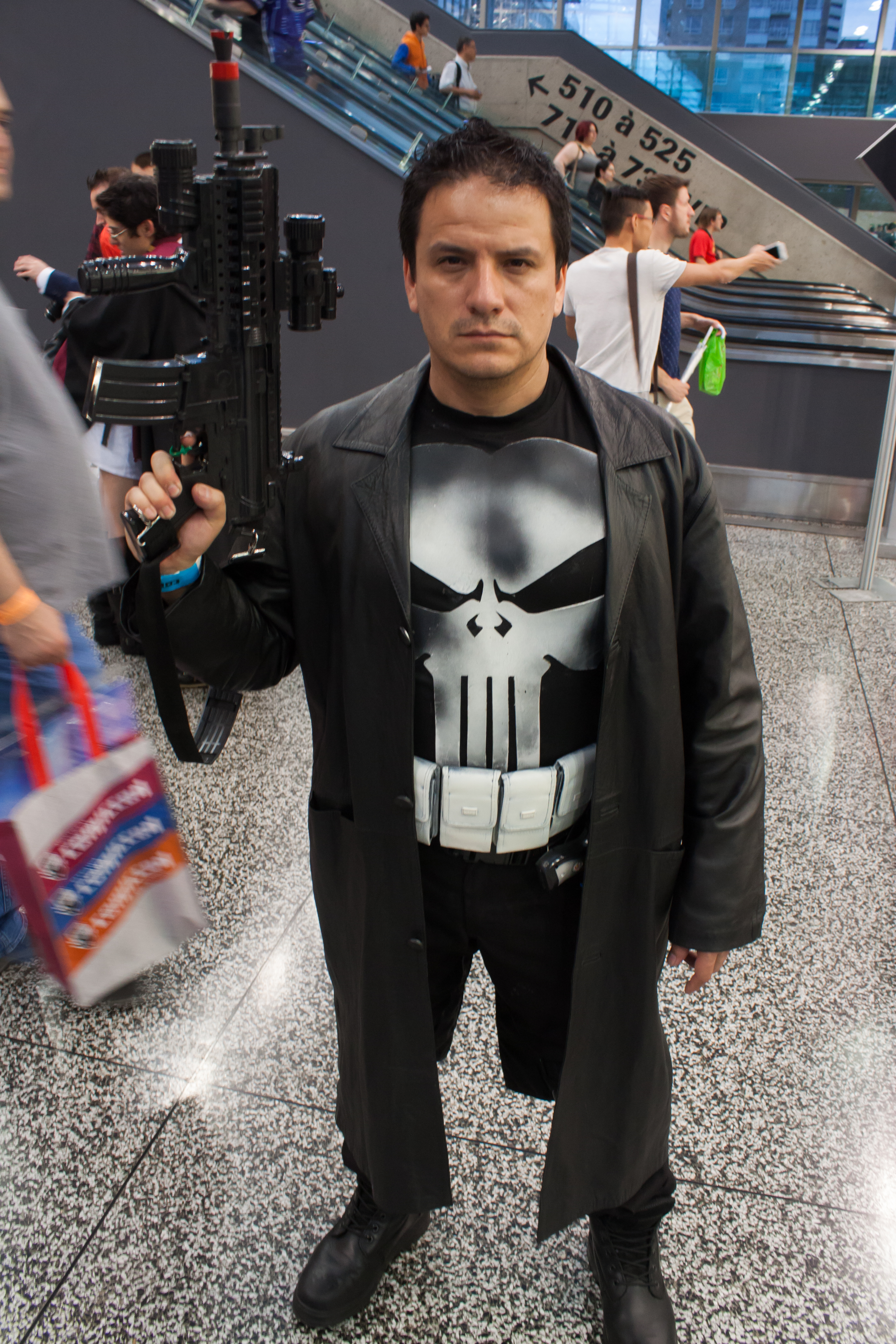
Cosplay du Punisher.

Frank Castle est particulièrement apte à se tirer des situations les plus difficiles grâce à son intelligence et son inventivité. Celle-ci consiste d’ailleurs souvent à avoir recours à une solution tellement cruelle et sadique qu'elle surprend même les criminels les plus endurcis.
Plusieurs explications ont été données pour expliquer la violence de ses méthodes :
- le premier procès du Punisher, dans la série Peter Parker: Spider-Man, a montré le Punisher comme un homme au bord de la dépression, qui s'écroule finalement devant le juge ;
- les séries suivantes, notamment Cercle de sang, évoquent une inhalation de drogue lors de l'explosion d'un entrepôt comme justificatif des excès du personnage ;
- dans Over The Edge, la réminiscence de la scène de la mort de sa femme et de ses enfants pousse Frank Castle dans une folie furieuse, lors de laquelle le Punisher mélange passé et présent et rend Nick Fury responsable de la fusillade ;
- dans la dernière version du Punisher, Garth Ennis montre que la violence de Castle dépasse le traumatisme de la mort de sa famille ou même des horreurs du Viêt Nam ; dans la mini-série Born et le one shot Punisher: The Tyger (en)[4], le Punisher y est décrit comme étant un sociopathe motivé par le besoin de tuer et qui canalise son obsession par la vengeance.

Toutefois, le Punisher n'est pas simplement un sociopathe insensible à la douleur qu'il provoque. Dans les dernières aventures de l'homme à la tête de mort, notamment Au commencement…, Mère Russie et Les négriers, Frank Castle fait preuve d'humanité et n'hésite pas à venir en aide à des femmes ou des enfants, victime de terribles fléaux. Il mettra sa croisade meurtrière contre la mafia entre parenthèses, le temps de décimer une organisation assurant la traite de femmes ou pour sauver une petite fille porteuse d'un virus mortel. Mais, le plus souvent, ces victimes rappellent à Frank Castle les membres de sa famille assassinés.
Dans la série télévisée intitulée The Punisher réalisée pour Netflix, le scénariste Steve Lightfoot (en) explique que « La violence est contrebalancée par les émotions qui submergent Frank (...) Mais il ne perd jamais l’humanité de son personnage, même si celui-ci accomplit des actes affreux. Frank est hanté par le deuil, le souvenir de ses enfants et de sa femme assassinés. Tout le monde peut comprendre et partager son sentiment. Même dans ses expéditions punitives, Frank est toujours animé par un sens de l’honneur, de loyauté et de la morale ».

## Pouvoirs, capacités et équipement

### Pouvoirs et capacités
Le Punisher n'a aucun super pouvoir. Cependant, Frank Castle a bénéficié au sein du Corps des Marines des États-Unis d’un entraînement militaire multi-disciplinaire, et a suivi une formation auprès de l’US Army et de l'US Navy.
- Frank Castle a été formé aux techniques de base de l’infanterie, mais également dans le domaine des opérations spéciales (en) (guerre non conventionnelle). Il est donc compétent dans l’emploi et l’entretien d'un vaste arsenal d'armes à feu, mais aussi avec les armes spécialisées et les explosifs[1].
- Il possède une expertise dans les techniques d’infiltration au sein de territoires ou structures ennemies sous haute surveillance, dans le but de tuer, capturer ou espionner l’adversaire[1]. Il maîtrise également les techniques de camouflage et de dissimulation[1].
- C'est aussi un expert des techniques d’interrogatoire, notamment dans le domaine de la torture[1].
- Grâce à son entraînement avec l’US Air Force, il est capable de concevoir et d’entretenir son propre équipement de parachutisme et maîtrise ses atterrissages en parachute, qu'ils soient de jour ou de nuit[1].
- Grâce à son entraînement avec l'US Navy, il a suivi une formation aux opérations sous-marines, comprenant même une formation en démolition. Il a suivi l’entraînement des SEAL, de l’Underwater Demolition Team (UDT) et de la Long-range reconnaissance patrol (en) (LRPA). Il maîtrise donc un grand type d’explosifs, allant de la simple dynamite au plastic en passant par les explosifs improvisés[1].
- Du fait de sa formation, ses talents au combat à mains nues sont souvent suffisants pour lui permettre de mettre hors d'état de nuire, voire de tuer, des individus bien plus robustes physiquement que lui-même. Il peut même faire face à des groupes d’adversaires, armés ou non, et les tuer de ses mains s’il l’estime nécessaire. Il est notamment formé dans le « Nash Ryu ju-jitsu » (un style d’art martial développé par son senseï, Adam Nash), le ninjutsu, le shorin-ryu, l’hwarangdo et le chin na[1].
- C'est aussi un expert dans le maniement des poignards et autres armes blanches, ayant une préférence marquée pour le Ka-Bar qu’il a appris à utiliser avec l’USMC[1] ; c'est aussi un tireur d’élite né, aussi bien au fusil qu’avec un poignard de jet (il est par ailleurs ambidextre au combat au poignard)[1].
- Du fait de sa formation militaire, il possède de bonnes connaissances médicales, notamment dans le domaine de la médecine de guerre, pouvant soigner seul des blessures légères, voire moyennes, reçues lors de ses combats[1].

### Équipement
Le Punisher porte un costume constitué d'un uniforme en kevlar. Ce matériau le protège de la majorité des tirs d’armes à feu, mais il peut quand même subir des impacts de balles ou des blessures par pénétration si une série d'attaques est ciblée sur un même endroit de sa protection. Pour attirer l’attention de ses ennemis sur sa poitrine, et ainsi les détourner des parties de son corps bien moins protégées (sa tête par exemple), Castle a peint un crâne blanc sur sa poitrine. Chacune des dents du crâne contient une réserve de munitions pour ses armes à feu. Il lui est également arrivé d’utiliser d’autres costumes (certains intégralement noirs) dans le but d'être moins visible lors d’actions de reconnaissance ou de surveillance.
Au combat, le Punisher dispose d'un impressionnant arsenal d'armes, toujours en évolution, incluant divers fusils automatiques ou semi-automatiques, ainsi qu’une une très grande variété de revolvers et de pistolets, de grenades à fragmentation ou lacrymogènes, de divers autres explosifs et de divers couteaux de combat.
L’une de ses armes blanches favorites est son poignard de jet, qu'il peut projeter avec une force et une précision mortelles. Habituellement, il utilise un fusil d’assaut automatique M16 en calibre .223, une carabine semi-automatique Sterling Mk 6 en 9 mm, un pistolet automatique Browning Llama en 9 mm (une arme automatique en .45, modifiée pour recevoir des munitions 9 mm), un pistolet Derringer de petite dimension en calibre .223, et des couteaux de combat Gerber Mark II (en).
Frank Castle a manifesté au fil des ans une forte tendance à modifier ses armes, afin de les rendre plus efficaces ou mieux adaptées à ses opérations (par exemple, en y ajoutant des lunettes de vision infrarouge, des lunettes de tir à longue portée, des émetteurs de flash lumineux, des systèmes masquant le bruit et l’éclat des étincelles lors du tir, des magasins de munition plus volumineux que la normale, voire divers types de munitions spéciales comme des balles à pointe creuse ou perce-blindages).
A une époque, le Punisher a utilisé une série de fourgonnettes modifiées pour lui servir de base mobile. Il surnomma ces véhicules ses « Fourgons de Guerre ». Pouvant atteindre une vitesse de 270 km/h, ces engins contenaient notamment une grande quantité d’armes et de munitions et étaient dotés de systèmes défensifs mortels et d’un système informatique permettant à Castle de rester en contact avec ses associés, en dépit de ses déplacements incessants.
- Les véhicules étaient équipés d'un ordinateur de bord, de divers systèmes d’écoute et d’enregistrements, d'un sonar, d'un radar, d'un scanner à infrarouges, d'une radio pour écouter la fréquence de la police et de diverses cartes informatisées des États-Unis[1].
- Les parois des véhicules étaient renforcées par un blindage résistant aux tirs de calibre .30, tandis que le pare-brise pouvait encaisser des impacts d'armes de calibre .50[1].
- Les réservoirs de carburant des véhicules avaient une contenance d’environ 400 litres, permettant une autonomie de presque 1 500 kilomètres avant d’avoir à refaire le plein d'essence[1].
- La peinture extérieure des véhicules évolua selon les besoins du Punisher[1].
- Certains véhicules furent adaptés à ses missions, recevant des équipements divers comme des parachutes, des scaphandres, une réserve d’oxygène, voire une moto[1].
- En complément de leurs protection, les fourgons étaient dotés d'un armement offensif (mitrailleuse miniaturisée installée sur le toit, lance-grenades, flash-balls montés sur le capot lançant des balles de caoutchouc, projecteurs de gaz divers). Il pouvait déclencher ces dispositifs à distance grâce à une télécommande. Son comparse Microchip (en) lui construisit aussi un mini-véhicule à quatre roues pouvant être lancé de l’arrière du fourgon, permettant de détruire d’autres véhicules en cas de poursuite[1].

## Entourage

### Alliés
Microchip
Microchip (en) est l'allié du Punisher qui survécut le plus longtemps à ses côtés, lui fournissant une logistique et un équipement high-tech. Il a avoué récemment qu'il était en grande partie responsable du massacre perpétré par Castle, en lui donnant une vision à long terme. Microchip fut longtemps totalement dévoué à Castle, et continua à le suivre malgré la mort de son fils. Il s'écarta cependant progressivement des méthodes de Castle et tenta de lui trouver un remplaçant avant d'essayer de le guérir de son traumatisme. Ce traitement de choc fut un échec, et Frank jura d'éliminer Microchip. Il semble cependant avoir été devancé, car on retrouva le corps inerte de Microchip. Ce dernier revint cependant sans explication lors de la reprise du titre sous le label « MAX », au sein d'une équipe de choc de la CIA qui tentait de recruter Castle pour le compte du gouvernement américain.
Nick Fury
Nick Fury, le chef du SHIELD, est le seul homme en qui Franck Castle ait réellement confiance. Ils se rencontrent à de nombreuses reprises, mais ils ne s'aiment pas beaucoup, bien qu'étant très proches professionnellement parlant. Leurs méthodes de travail ont chacune leurs spécificités, mais le résultat est toujours le même, la mort de celui ou de ceux qui se retrouvent dans leur ligne de mire. Mais là où le Punisher exécute froidement, méthodiquement et illégalement les pires malfrats de la planète, Nick Fury fait exactement la même chose, mais avec la bénédiction des autorités, puisqu'il dirige d'une main de fer l'organisation internationale du SHIELD.
Max
Pendant un temps, le plus loyal allié de Frank Castle dans sa croisade contre le crime a été un chien rottweiler qu'il a recueilli, et qu'il surnomma « Max ». Il le garda avec lui après avoir tué ses anciens maîtres, des organisateurs de combats illégaux de chiens qui battaient l'animal. Maintenant chien de garde de l'un des repaires du Punisher, Max est extraordinairement fort et sauvage ; il a été entraîné pour attaquer silencieusement et n'a confiance en personne, hormis son nouveau maître. Le sort exact de Max, que Castle n’a plus sorti depuis des mois, n'est pas connu.
Soap
Martin Soap, lieutenant de police new-yorkaise diplômé en psychologie comportementale. Maladroit et égocentrique, il n'a presque aucune aptitude pour affronter réellement les criminels. Ses supérieurs lui attribuent la « Task Force Punisher », une équipe dont il est le seul membre, car la Police de New York est entièrement du côté des actions du Punisher. Il est révélé par la suite que Soap est en fait l'un des alliés du Punisher, qui lui fournit des informations sur ses différentes cibles.

## Versions alternatives

### Punisher kills the Marvel Universe
Dans l'univers parallèle que décrit le one shot Punisher Kills the Marvel Universe (en) (novembre 1995), c'est lors d'un affrontement entre les Vengeurs, les X-Men, les Broods et les Skrulls que la famille de Frank Castle fut tuée. Une fois arrivé sur les lieux, ce dernier rendit responsable les héros et se fit justice lui-même en abattant les mutants Cyclope et Jubilé. Franck Castle fut condamné à perpétuité, mais le convoi qui devait l'amener à Riker's Island le conduisit en fait chez une association de victimes d'affrontement entre super-héros et super-vilains. On lui demanda alors de devenir l'instrument de leur vengeance : le Punisher était né.
Tout au long de l'aventure, on le voit assassiner froidement les super-héros et super-vilains de l'univers Marvel - ainsi que ses propres commanditaires - mais c'est en tentant de tuer Daredevil que le Punisher prend conscience de ses actes ; après avoir enlevé le masque de Daredevil et reconnu Matt Murdock, l'avocat qui l'avait défendu lors de son procès, il se rend compte que derrière chaque masque il y a un homme. Complètement désemparé, le Punisher retourne son arme contre lui.

### Ultimate Punisher
Dans cette version, Frank Castle était un policier du New York City Police Department (NYPD) qui menaçait de dénoncer ses camarades corrompus. Ceux-ci décidèrent de le faire taire, tirant sur Frank et sa famille alors qu'ils étaient en train de pique-niquer. Seul survivant, Frank devient le tueur en série connu sous le nom de Punisher. Il dépasse la limite quand il tue un de ses anciens collègues responsable du meurtre de sa famille. Emprisonné à Riker's Island, Castle continue son « boulot » en tuant neuf criminels non repentis, dont un violeur emprisonné par Matt Murdock. Mais, n'ayant pas achevé sa revanche, Castle s'évade de Riker's Island et poursuit sa chasse aux criminels.

### The Punisher: The End
Dans The Punisher: The End (en) (juin 2004), décrivant un futur possible où le monde a été dévasté par une guerre nucléaire, on peut voir un Frank Castle vieilli et fatigué mettre un point final à son histoire et à celle de l’humanité tout entière, conclusion logique de l’histoire d’un assassin.

### Punisher - La Guerre pour Patrie
L'histoire de Punisher - La Guerre pour Patrie (collection Marvel Noir, 2010) se déroule sur la Terre-7207, une version alternative de l'univers Marvel, dans les années 1930.
Frank Castelione, vétéran de la Première Guerre mondiale et gérant d'une petite épicerie dans le Bronx à New York, a été tué. Les années ont passé, son fils Frank junior a grandi, s'attaquant au milieu de la pègre tout en écoutant une fiction diffusée régulièrement à la radio. Le héros de cette fiction, un justicier implacable, s'appelle le Punisher.

### Cosmic Ghost Rider
Cosmic Ghost Rider (en) est un personnage de fiction issu d'une réalité alternative de l'univers Marvel. Créé par le scénariste Donny Cates (en) et le dessinateur Geoff Shaw, le personnage apparaît pour la première fois dans le comic book Thanos (vol. 2) #13 en janvier 2018.
Dans la réalité alternative de la Terre-TRN666 où Thanos a conquis tout l'univers, les débuts de la vie de Frank Castle, un anti-héros plus connu pour son activité sous le nom du Punisher, sont apparemment similaires à ceux de l'univers de Frank Castle de la Terre-616 (la réalité Marvel standard).
Pendant toute sa vie, Castle a violemment lutté contre les criminels, jusqu'à qu'il meure en combattant Thanos.
À cause de ses choix et de ses nombreux actes de violences dans sa vie passé, il se retrouve en enfer. Là, Mephisto, le souverain du monde infernal, lui apprend qu'il peut devenir un Rider, un esprit de vengeance. Castle accepte par conviction.
De retour sur Terre, il se rend compte que Thanos a éradiqué toute vie sur la planète. Ainsi, n'ayant plus personne à punir, Castle commence à sombrer dans la folie, jusqu'à l'arrivée de Galactus, le Dévoreur des mondes, qui venait demander de l'aide des Vengeurs pour battre Thanos.
Voyant la terre ainsi dépeuplée, Galactus comprend que la seule aide qu'il puisse avoir lui viendra du Rider ; il fait alors de Castle son héraut, lui accordant alors une fraction de son Pouvoir cosmique. Les deux partent ensuite combattre Thanos, qui tue Galactus. Frank, devenu le Cosmic Ghost Rider, décide de s'allier avec son pire ennemi.

## Publications

### Marvel Comics
| Séries régulières - Punisher vol.2 #1-104 et annuals 1-7 (1987-1995) - Punisher War Journal #1-80 (1988-1995) - The Punisher Magazine #1-16 (1989-1990) - The Punisher Armory #1-10 (1990-1994) - Punisher War Zone #1-41 et annuals 1-2 (1992-1995) - Punisher 2099 #1-34 (1993-1995) - Punisher vol.3 #1-18 (Marvel Edge, 1995-1997) - Punisher vol.6 #1-37 (Marvel Knights, 2001-2004) - Punisher vol.7 #1-75 et annual 1 (MAX, 2004-2009) - Punisher War Journal vol.2 #1-26 et annual 1 (2007-2009) - Punisher vol.8 #1-21 et annual 1 (2009-2010) - PunisherMAX #1… (2010-) - Punisher vol.9 #1-... (novembre 2011-) Séries limitées - Punisher vol.1 #1-5 (1986) - P.O.V. #1-4 (1991) - Punisher & Captain America: Blood & Glory #1-3 (1992) - The Ghosts of Innocents #1-2 (1993) - Wolverine / Punisher: Damaging Evidence #1-3 (1993) - Origin of Microchip #1-2 (1993) - The Punisher: Year One #1-4 (1994-1995) - Spider-Man / Punisher: Family Plot #1-2 (1996) - Over the Edge #5 (1996) - Punisher vol.4 #1-4 (ou Purgatory, 1998-1999) - Wolverine / Punisher: Revelation #1-4 (1999) - Punisher vol.5 #1-12 (Marvel Knights, 2000-2001) - Born #1-4 (2003) - Wolverine / Punisher #1-5 (Marvel Knights, 2004) - Daredevil vs Punisher: Means and Ends #1-6 (Marvel Knights, 2005-2006) - Punisher vs Bullseye #1-5 (Marvel Knights, 2006) - The Punisher Presents: Barracuda #1-5 (MAX, 2007) - Punisher War Zone vol.2 #1-6 (Marvel Knights, 2008-2009) - Punisher Noir #1-4 (2009) - Space Punisher 1-4 (2012) | One-shots - No Escape (1990) - The Prize (1990) - Bloodlines (1991) - Ghost Rider / Wolverine / Punisher: Heart of Darkness (1991) et Dark Design (1994) - Die Hard in the Big Easy (1992) - G-Force (1992) - Black Widow/Punisher: Spinning Doomsday’s Web (1992) - Spider-Man, Punisher & Sabretooth: Designer Genes (1993) - Punisher Summer Special #1-4 (1991-1994) - Punisher Back to School Special #1-3 - Punisher Holiday Special #1-3 - Cruise Hard (1994) - Empty Quarter (1994) - A Man named Frank (1994) - Batman / Punisher: Lake of Fire (1994) - Punisher / Batman: Deadly Knights (1994) - The Punisher kills the Marvel Universe (1995) - The Punisher meets Archie et Archie meets The Punisher - Spider-Man versus the Punisher: No One Here Gets Out Alive (2000) - The Punisher / Painkiller Jane: Lovesick (2001) - Marvel Knights Double Shot #1, 4 (2002) - Kind to Be Cruel (Marvel Mangaverse, 2002) - The Punisher: The End (2004) - The Cell (2005) - Red X-Mas (2005) - Bloody Valentine (2006) - The Tyger (2006) - Silent Night (2006) - Witchblade / The Punisher (2007) - Punisher X-Mas Special #1-2 (2007 et 2009) - Force of Nature (2008) - Little Black Book (2008) - Get Castle (2010) - Butterfly (2010) - Happy Endings (2010) - Tiny Ugly World (2010) Graphic novels - Assassin’s Guild (1988) - Return to Big Nothing (1989) - The Intruder (1989) - Kingdom Gone (1990) - Blood on the Moors (1991) |

Apparitions du personnage dans d’autres séries
- Marvel Preview #2 (1975)
- Marvel Super Action #1 (1976)
- What If vol.2 #7, 10, 18, 25, 26, 34, 44, 51, 57, 58 (1989-1994)
- Marvel Comics Presents #59, 101 (1990, 1992)
- Marvel Saga 1, 2, 4, 5, 6, 8, 10, 11, 12 (2009-)

### Lug/Semic
- Strange no 107 (1978), réédition dans Strange Spécial Origines no 250 bis (1990)
- Punisher nos 1-6 (1990)
- Un Récit Complet Marvel nos 26, 30 (1990, 1991)
- L’Intrus (collection Top BD, 1990)
- 2099 no 16 (1994)
- Batman / Punisher (1995)

### Comics USA
- Retour vers nulle part (1989)
- Jeu d’enfants (1989)
- Cercle de sang
- # La Nuit du massacre (1989)
- # L’Aube du massacre (1989)
- # Le Jour du massacre (1989)

## Autour du personnage

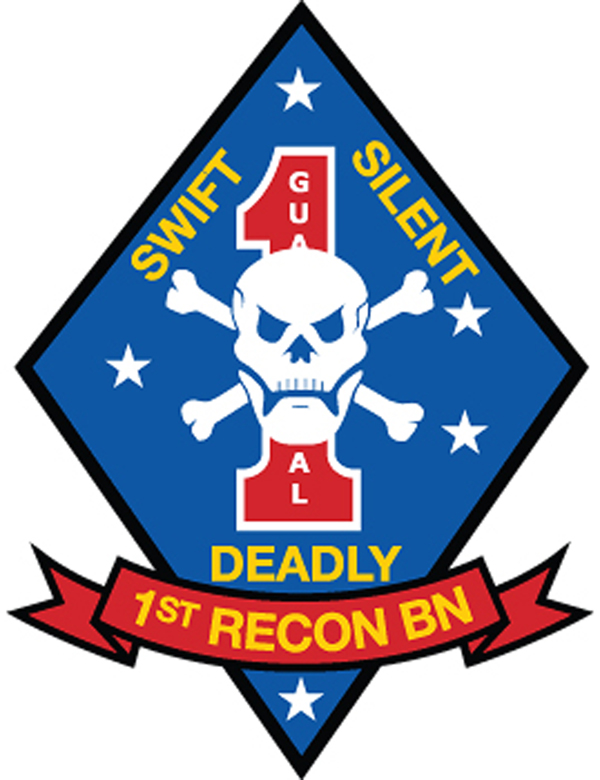
Insigne du Marine Corps 1st Reconnaissance Battalion (Force Recon).

Garth Ennis, auteur d'origine irlandaise et scénariste récurrent de la série The Punisher, n'hésite pas à faire de certains membres de l'IRA les adversaires de Frank Castle, notamment dans l'album Kitchen Irish.
Dans l'album L'homme de pierre, le Punisher semble recouvrer une once d'humanité en ayant une relation intime avec O'Brien, une jeune femme aussi décidée que lui à faire couler le sang de ses bourreaux.

### Récupération du personnage
- L'emblème du Punisher, une tête de mort ornant son costume, a été repris en partie par la Force Recon du 26th Marine Expeditionary Unit de l'United States Marine Corps (USMC).
- Après que le logo du Punisher, un crâne aux dents longues, a été utilisé ces dernières années[Quand ?] par des groupes extrémistes des militants pro-armes aux États-Unis mais aussi certains policiers, Gerry Conway, le créateur du personnage estime que l'image du Punisher a été employée à mauvais escient, le conduisant à lancer en 2020 un concours destiné aux jeunes artistes afro-américains afin de lever des fonds pour le mouvement Black Lives Matter afin de « récupérer le crâne du Punisher comme un symbole de justice plutôt que d'oppression policière illégale »[10]. En 2019, ce dernier dénonçait cette récupération de son personnage de la part de membres de la police, estimant qu'« ils se placent comme des ennemis de la loi », et que cela « revient à cautionner une idéologie hors-la-loi ou à avoir une interprétation malsaine de la loi. Le Punisher est un criminel »[11].
- Le symbole, partiellement inspiré de la Totenkopf Nazie[12] est utilisé aux Etat Unis par l'extrême-droite et les suprémacistes blancs[13].
- Ce symbole est photographié pendant les manifestations contre la loi travail sur la matraque d'un CRS, bien qu'il n'ait pas le droit de modifier son uniforme[14],[15].
- En Seine-Saint-Denis, à Pierrefitte-sur-Seine, un conseiller municipal de l'opposition (LFI) a reproché à deux policiers municipaux d'avoir porté ce symbole qualifié par lui "d'extrème droite". Le maire (PS) a contesté cette qualification et a déposé plainte contre le conseiller municipal "pour mise en danger de ces agents"[13].

## Apparitions dans d'autres médias
Sauf indication contraire, les informations mentionnées dans cette section peuvent être confirmées par la base de données cinématographiques IMDb,  présente dans la section « Liens externes ».

### Films
Animations
- 2004 : Avengers Confidential: La Veuve Noire et Le Punisher[16]
- 2013 : Iron Man : L'Attaque des technovores

Interprété par Dolph Lundgren
- 1989 : Punisher réalisé par Mark Goldblatt

Interprété par Thomas Jane
- 2004 : The Punisher réalisé par Jonathan Hensleigh
- 2012 : The Punisher : Dirty Laundry (fanfilm) réalisé par Phil Joanou

Interprété par la doublure de Thomas Jane,
- 2004 : Spider-Man 2 réalisé par Sam Raimi (caméo)

Interprété par Ray Stevenson
- 2008 : Punisher : Zone de guerre réalisé par Lexi Alexander

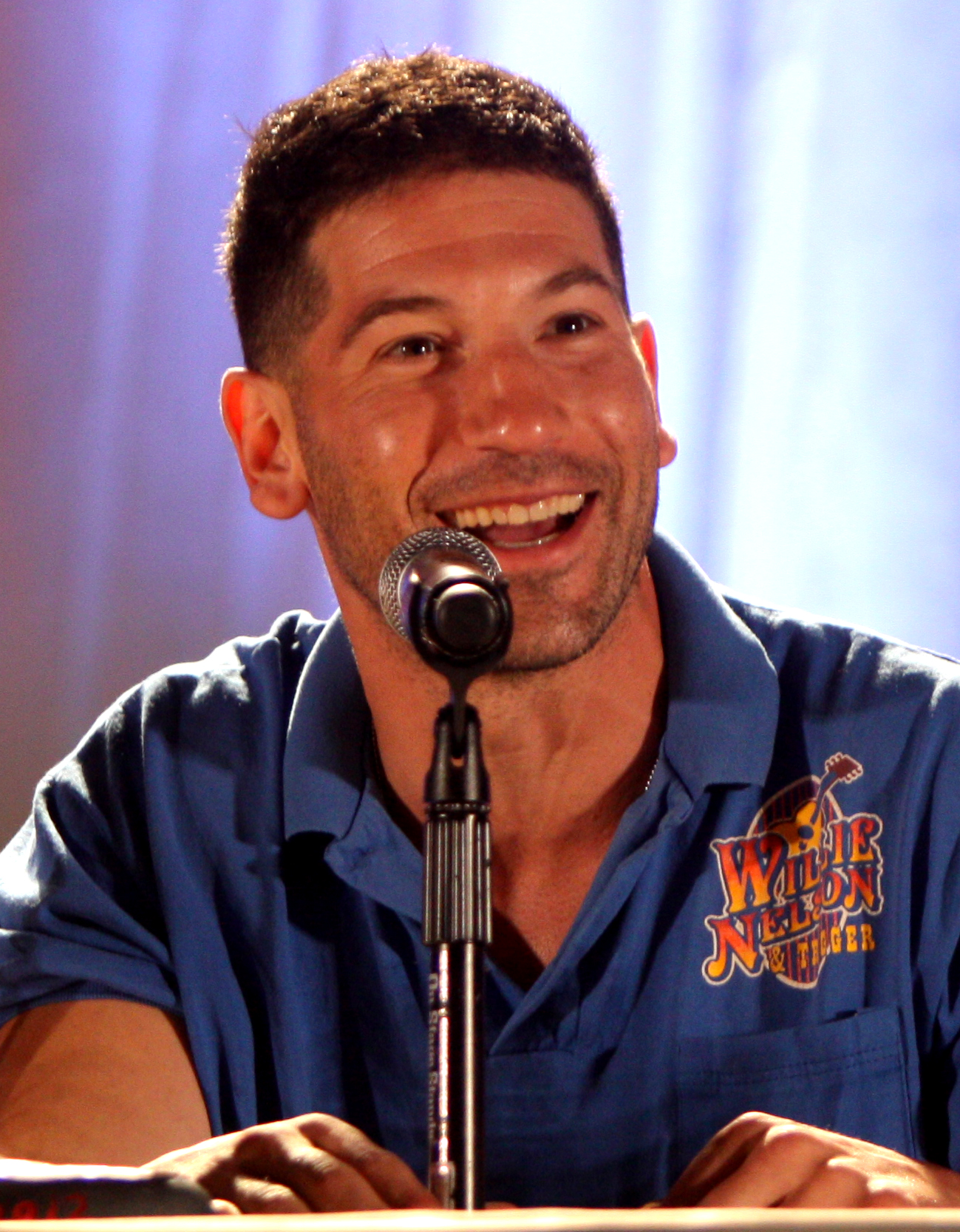
Jon Bernthal incarne Frank Castle/Le Punisher dans les séries télévisées Daredevil et The Punisher

En 2013, un fanfilm intitulé The Dead Can't Be Distracted, produit par Mike Pecci et Ian McFarland, s'apprêtait à sortir sur internet, mais Marvel Comics leur a demandé de ne pas le sortir pour cause de droits d'auteur,.
Interprété par Jon Bernthal dans l'univers cinématographique Marvel
- 2026 : Spider-Man: Brand New Day[21] réalisé par Destin Daniel Cretton

### Télévision
- 1995 : Spider-Man : L'homme-araignée (série d'animation) avec John Beck

Interprété par Jon Bernthal dans l'univers cinématographique Marvel
- 2016 : Daredevil saison 2 (série télévisée) – Après une fusillade dans Central Park, la famille de Frank Castle meurt. Laissé pour mort avec une balle dans la tête, Castle survit et est déterminé à trouver les responsables de la mort de sa famille. Ancien militaire, il chasse avec son arsenal de guerre tous les gangs et les cartels de New-York afin de les faire payer mais il croise la route de Daredevil qui tente de lui expliquer que tuer des criminels n'est pas l'unique solution à la vengeance. À son procès, il repère l’identité secrète de son avocat Matt Murdock en reconnaissant sa voix. Devant les jurés, il déclare être saint d’esprit et vouloir continuer de lutter contre le crime par tous les moyens nécessaires, affirmant que les criminels méritent tous de mourir de sa main. Il est envoyé en prison et rencontre Wilson Fisk qui se sert de compétences de soldat à son profit. Castle élimine un rival du milieu carcéral et est libéré, non sans menacer Fisk de mort s'ils se recroisent.
- 2017-2019 - The Punisher (série télévisée) — Alors qu'il essaie de se faire oublier après avoir massacré les derniers membres des gangs ayant participé à la fusillade qui a coûté la vie à sa famille, Frank Castle est approché par un pirate informatique qui affirme avoir des informations sur les véritables responsables. Parmi les noms se trouve celui de Billy Russo, ancien compagnon d'armes de Castle en Afghanistan devenu dirigeant d'une société paramilitaire privée.
- 2025-2026 - Daredevil: Born Again (série télévisée) — Frank Castle rejoint Matt Murdock dans sa lutte contre Wilson Fisk (le Caïd). Ensemble, ils forment une alliance pour combattre l'oppression et la violence qui règnent à New York.
- 2026 : The Punisher (téléfilm)[22] réalisé par Reinaldo Marcus Green